# Pseudocopicucullia
Pseudocopicucullia is een geslacht van vlinders van de familie Uilen (Noctuidae), uit de onderfamilie Cuculliinae.

## Soorten
- P. bensi Agenjo, 1952
- P. biskrana Oberthür, 1918
- P. capazi Agenjo, 1952
- P. melanoglossa Berio, 1934
- P. syrtana Mabille, 1888